# Chiclana de la Frontera
Chiclana de la Frontera település Spanyolországban, Cádiz tartományban. Chiclana de la Frontera San Fernando, Puerto Real, Medina-Sidonia, Vejer de la Frontera és Conil de la Frontera községekkel határos. Lakosainak száma 89 794 fő (2024).

## Népesség
A település népessége az utóbbi években az alábbiak szerint változott:
| Lakosok száma | 61 815 | 65 694 | 72 364 | 76 171 | 79 839 | 82 298 | 83 148 | 84 489 | 87 493 | 89 794 |
|               | 2001   | 2003   | 2006   | 2008   | 2011   | 2014   | 2017   | 2019   | 2022   | 2024   |